# Bitlis
Bitlis (in curdo Bidlîs o Bilîs‎; in armeno: Baghaghesh, più tardi Baghesh) è una città della Turchia, situata nella parte orientale dell'Anatolia, a 15 km dal lago di Van.
Bitlis è capoluogo della provincia omonima.